# Mihail Puntov
Mihail Aleksandrovich Puntov (en ruso: Михаил Александрович Пунтов) (23 de diciembre de 1995, Krasny Sulin, Óblast de Rostov) es un cantante ruso, actualmente vocalista principal de la banda Leonid and Friends. 

## Biografía
Mihail Puntov nació el 23 de diciembre de 1995 en el pueblo de Krasny Sulin, en el óblast de Rostov. Más tarde, su familia se trasladó a la aldea de la Nizhni Mamon en el Óblast de Vorónezh. 
Representó a Rusia en el Festival de Eurovisión Junior 2008 con la canción "Spit Angel", quedó en séptima posición. Antes de eso, el mayor logro del joven cantante fue participar en el concurso regional de jóvenes intérpretes "chance Star". 
Vitaly Ososhnik, jefe del grupo infantil pop "Magic", lo ayudó a llegar al Festival de Eurovisión Junior 2008 (antes de eso, el grupo ha participado en el concurso en 2005). 
A principios de diciembre de 2010, se anunció un nuevo grupo llamado "Heroes", con miembros del grupo "street magic" y con misha puntov. 
El 31 de enero de 2011 grupo de héroes debutó con el videoclip "My Foolish Heart". Dirigida por Sergey Tkachenko. 
El 29 de mayo de 2011 Vlad Krutskikh y Misha Puntov (. G Heroes) fueron los invitados de la ronda final de clasificación de la Eurovisión Junior de Rusia . El programa se realizó con las canciones "Heaven" con el desempeño del canal de televisión infantil "Rusia" y el propio grupo. El 16 de septiembre de 2011 "Héroes" presentó un nuevo vídeo de la canción "Love ,Su química". 
El 7 de febrero de 2012 llegó el tercer clip "Miles".

## Premios
- Oportunidad Estrellas de 2007 .participación.

- Festival de Eurovisión Junior 2008 representando a Rusia , terminó séptimo.

## Canciones
- Mi corazón es un poco tonto (2010)
- Valentine (2009)
- La chica bailando
- Shaggy bumblebee
- Adiós, Dinamarca
- Spit Angel (2008)
- Las Puestas de sol son de color rojo (2012)
- Love - es química (2011)
- Miles (2012)
- No llegues tarde (2012)